# Lindita Arapi
Lindita Arapi (ur. 1972 w Lusznji) – albańska pisarka, poetka i dziennikarka.

## Życiorys
W 1994 roku ukończyła studia z zakresu języka i literatury albańskiej na Uniwersytecie Tirańskim i rozpoczęła pracę dziennikarza w telewizji albańskiej. Doktorat obroniła na uniwersytecie wiedeńskim. Należy do najbardziej znanych i tłumaczonych albańskich poetek młodego pokolenia. W 1996 uzyskała przeznaczone dla pisarzy niemieckie stypendium im. Heinricha Bölla a następnie stypendium International Art Link w Nowym Jorku. Wzięła udział w International Writing Program na uniwersytecie Iowa. W 2007 była jedną ze współautorek antologii współczesnej prozy niemieckiej, w przekładzie albańskim. Mieszka w Bonn.

## Poezja
- Kufomë lulesh (Ciało kwiatów, Tirana 1993).
- Ndodhi në shpirt (To stało się w mojej duszy, Elbasan 1995)
- Melodi të heshtjes (Melodia milczenia, Peja 1998)

## Proza
- Vajzat me çelës në qafë (Dziewczęta z kluczem na szyi, powieść)